# Memoria Urbana Berlin
Memoria Urbana Berlin (auch Rekonstruktion der Böhmischen Bethlehemskirche (Berlin-Mitte)) ist eine öffentliche Skulptur des spanischen Künstlers Juan Garaizabal inmitten des Bethlehemkirchplatzes in Berlin-Mitte. Errichtet wurde die Installation im Juni 2012 in der ursprünglichen Dimension der verschwundenen böhmischen Bethlehemskirche auf dem Bodenmosaik, das ihren einstigen genauen Standort markiert.

## Konstruktion und Instandhaltung
Für die Konstruktion wurden 800 Meter (2,600 inches) quadratisches Stahlrohr (12 cm × 12 cm / 4,7" × 4,7") und 300 Meter (984 inches) LED-Beleuchtung benutzt. Die Struktur zeichnet in der Luft die Umrisslinien des verschwundenen Baues und stellt so in Form einer Skizze das Originalvolumen nach. Bei Nacht betont die Beleuchtung bestimmte Stellen, an denen einst das Licht einschien. Die Gesamtmaße betragen 25 Meter von Osten nach Westen und 15 Meter von Norden nach Süden. Die höchste Spitze ragt 31 Meter  in die Höhe, bei einem Gesamtgewicht von 40 Tonnen.
Zunächst als temporäre Installation geplant – vier Monate wurden auf ein Jahr verlängert – beschlossen im Dezember 2013 die Stadts- und Bezirksautoritäten von Mitte, dass die monumentale Skulptur permanent erhalten bleiben sollte. Im Oktober 2014 fiel ebenfalls der Beschluss im Bezirksparlament Mitte.
Die Stiftung „Lux-Bethlehem“, die aus ca. 20 öffentlichen und privaten Institutionen, die die Konsolidierung des Werkes als permanentes, öffentliches Monument förderten, garantiert die völlige Instandhaltung, indem sie sie durch diverse Benefizinitiativen finanziert.

## Symbolische Bedeutung

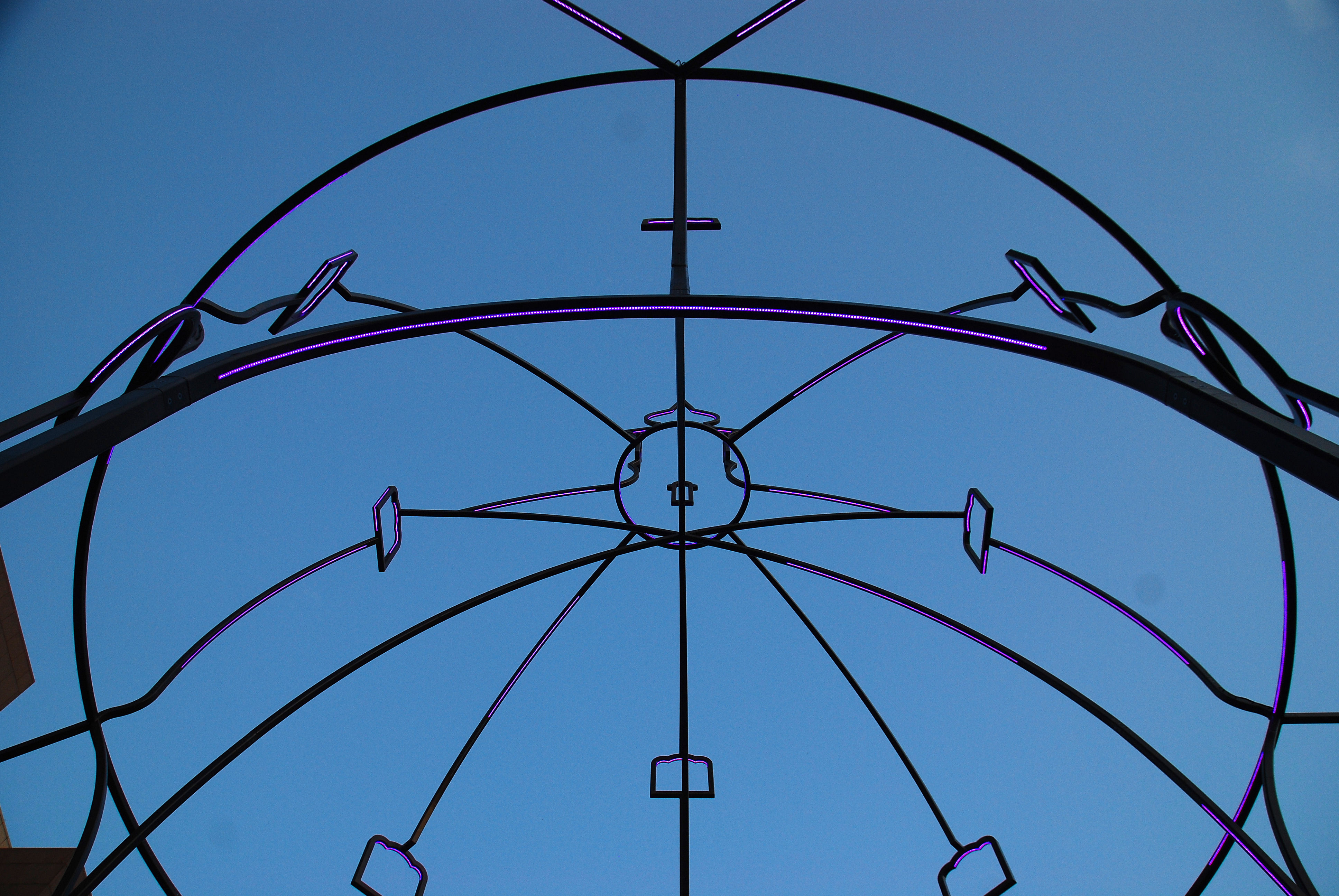
Berlin, Bethlehems-Kirche (Rekonstruktion Memoria Urbana 2012), illuminated cupola

Die monumentale Skulptur ist der Freiheit des Gewissens und der Einwanderung gewidmet. Ebenso ist es eine Hommage an Berlin als eine Stadt der Toleranz und des Empfangs, mit europäischem Geist. Die Böhmische Kirche von Berlin wurde zwischen 1733 und 1735 in der Mitte von Friedrichstadt – dem jetzigen Stadtteil Mitte – erbaut und stellt eines der großartigsten Kapitel der preußisch-böhmischen Beziehungen dar. Dank Friedrich Wilhelm I., dem König von Preußen, wurden die böhmischen Flüchtlinge, die aufgrund ihrer Religion vertrieben wurden, in Friedrichstadt aufgenommen. Dies stellt ein Symbol der Toleranz und der Offenheit dar, welches ein essentieller Charakterzug des Preußischen Staates war. 1943 wurde die Kirche durch einen Luftangriff beschädigt und 1963 vollständig niedergerissen, um den Platz für die Anlagen des Checkpoint Charlie frei zu räumen.
Juan Garaizabal bezeichnet sich selbst als einen spanischen Einwanderer, der in Berlin seine künstlerische Freiheit erlangt hat. Seine Memoria Urbana Berlin ist seine Hommage an die Tapferkeit der böhmischen Auswanderer, und aller anderer, ihn selbst einbegriffen, und an die Großzügigkeit und die Größe, der damaligen Preußen und der heutigen Berliner. Mit seinem Eingriff erschafft der Künstler ein zeitgenössisches technisches und ästhetisches Abenteuer über die heroische Essenz der Vergangenheit. Er synthetisiert so ebenfalls die Fähigkeit der Stadt, das positive Wesen der Vergangenheit zu extrahieren und sie voller Kraft in die Zukunft zu projizieren. Auf diese Weise erlangt die Böhmische Kirche ihre Präsenz und ihre Aufgabe, als Ort der Versammlung, der Reflexion und der Versöhnung, wieder, und erstrahlt so im avantgardistischen Licht jede Nacht.
„Um sich meiner Arbeit anzunähern, muss man kein Gelehrter sein. Aber, der Kontakt zu ihr erzeugt einen starken Wunsch danach, Bibliotheken und Archive zu plündern“
(Juan Garaizabal).